# Spring Creek Correctional Center
Lo Spring Creek Correctional Center è l'unica prigione di massima sicurezza dell'Alaska. Situata a Seward, a poco più di 200 km da Anchorage, è estesa su un'area di 120 ettari e circondata da parchi nazionali. È stata costruita nel 1988 per un costo di 44.678.000 di dollari, per ospitare i criminali più violenti dello stato: malviventi, stupratori e assassini. Conta 500 detenuti e 97 agenti di custodia.